# Layout de armazém
O layout de armazém é a forma como as áreas de armazenagem de um armazém estão organizadas, de forma a utilizar todo o espaço existente da melhor forma possível, verificando a coordenação entre os vários operadores, equipamentos e espaço. O layout ideal é aquele que procura minimizar a distância total percorrida com uma movimentação eficiente entre os materiais, com a maior flexibilidade possível e com custos de armazenagem reduzidos (Tompkins et al., 1996, p. 426). Este tipo de layout procura satisfazer as exigências do stock a curto e longo prazo, tendo em conta as existências e as flutuações da procura. Antes de se efectuar o planeamento do layout é necessário ter toda a informação relativa ao espaço a planear, ou seja, é importante saber qual a área de armazenagem, o stock máximo e médio, o volume de expedição/recepção, qual a política de reposição de stock e também o método de movimentação dentro do armazém (Lemos, 2003, p. 30).
Para se conseguir encontrar o layout ideal é necessário crias vários layouts e compará-los com os princípios da popularidade, semelhança, tamanho, características e utilização do espaço (Tompkins et al., 1996, p. 434). Existem vários modelos que facilitam os problemas do layout, sendo o modelo de layout de armazém destinado à área necessária para armazenar os materiais dentro de um armazém (Tompkins et al., 1996, p. 544).
Tendo em conta o layout contínuo de armazém é possível estudar as regiões de armazenagem dedicada, a distância média percorrida num armazém com uma porta, e a distância média percorrida num armazém com duas portas do mesmo lado, para um ou dois produtos (Francis et al., 1974, p. 294).

## Objectivos
O planeamento do layout de armazém tem com principais objectivos:
- Utilizar o espaço existente com maior eficiência possível;
- Providenciar uma movimentação eficiente dos materiais;
- Minimizar os custos de armazenagem quando são satisfeitos os níveis de exigência;
- Providenciar flexibilidade;
- Facilitar a arrumação e limpeza.

Para satisfazer estes objectivos deve existir uma coordenação entre operadores, equipamentos e espaço (Tompkins et al., 1996, p. 426).

## Princípios da área de armazenamento
Para que os objectivos do planeamento do layout de armazém possam ser cumpridos, convém integrar os vários princípios a que deve obedecer a área de armazenamento, tais como: popularidade, semelhança, tamanho, características e utilização do espaço (Tompkins et al., 1996, p. 427-432).

### Popularidade
Num armazém os materiais podem ser guardados em áreas de armazenagem em profundidade e posicionados de forma a minimizar a distância total percorrida. Se os materiais mais populares forem guardados em áreas de armazenagem em profundidade a distância total percorrida será menor. Os materiais mais populares podem estar distribuídos dentro do armazém de diferentes formas, no entanto, aqueles que apresentam um rácio de recepção/expedição elevado devem estar localizados próximos do ponto de entrada, ao longo do caminho mais perto entre a entrada e saída dos materiais.

### Semelhança
Os materiais que são recebidos e expedidos ao mesmo tempo devem ser armazenados juntos, o mesmo acontece aos materiais que são ou recebidos ou expedidos juntos.	

### Tamanho
O espaço de um armazém deve ser organizado tendo em conta a popularidade e o tamanho dos materiais pois, se isso não acontecer, pequenos materiais podem ser armazenados em espaços que foram desenhados para armazenar grandes materiais, havendo desperdício de espaço.

### Características
As características dos materiais a serem armazenados devem seguir um método diferente de armazenamento relativamente aos princípios acima referidos.

### Utilização do espaço
O planeamento do espaço deve ser feito tendo em conta o espaço necessário para a armazenagem dos materiais. O layout de armazém deve maximizar o espaço utilizado bem como, o nível de serviço fornecido. O desenvolvimento do layout deve ter em conta alguns factores como: a conservação do espaço, as limitações do espaço e a sua acessibilidade.

## Desenvolver umlayoutde armazém
Para se desenvolver um layout é necessário criar vários layouts e compará-los com os princípios da popularidade, semelhança, tamanho, características e utilização do espaço.
Os passos para desenvolver um layout de armazém são (Tompkins et al., 1996, p. 434):
- Traçar a área global a escalar;
- Abranger todos os obstáculos fixos (colunas, elevadores, escadas, instalações de serviços);
- Localizar as áreas de recepção e envio;
- Localizar os vários tipos de armazenagem;
- Atribuir a cada material a sua localização de armazenagem.

A manutenção do layout exige que os materiais sejam armazenados segundo a ordem estabelecida e que as localizações dos stocks sejam conhecidas.

## Layoutde armazém rectangular
O layout aceitável segundo o ponto e vista operacional é aquele cujo objectivo é minimizar o custo do tratamento de material. A configuração mais conhecida de armazém é a configuração rectangular, a qual trata cada traço do layout como um tópico especial (Francis et al., 1974, p. 310).
Para conceber um armazém rectangular é necessário ter em conta os problemas associados ao seu layout. Assim sendo, para determinar qual deverá ser a área de um armazém que minimize o seu custo total comecemos por assumir que a altura e a área do armazém são quantidades predeterminadas e que os dois tipos de custo são o custo devido à circulação do artigo dentro do armazém e o custo devido ao perímetro do armazém (perímetro de construção e custo de manutenção). Considerando o rectângulo da Figura 1, com dimensões de a por b e a área A, então: lol
```

  

    

      

        
A

        
=

        
a

        
b

      

    

    
{\displaystyle A=ab}

  

```

Supondo que é igualmente provável mover qualquer ponto no armazém, a distância média dentro ou fora do armazém é dada por (Francis et al., 1974, p. 311):
```

  

    

      

        
∫

        

        

        

          
∫

          

            
S

          

        

        

        

          

            
1

            
A

          

        

        
(

        

          
|

        

        
x

        

          
|

        

        
+

        

          
|

        

        
y

        

          
|

        

        
)

        

        
d

        
x

        

        
d

        
y

      

    

    
{\displaystyle \int \!\!\int _{S}\,{1 \over A}(|x|+|y|)\,dx\,dy}

  

```

Assumindo que o custo anual da circulação do produto é directamente proporcional à média da distância, onde c é uma constante de proporcionalidade, o total do custo anual é obtido por multiplicação de c pela expressão anterior.
Sabendo que o perímetro do armazém é (2(a+b)) o total do custo anual do perímetro será (2r(a+b)), sendo r a representação dos custos como perímetro de construção ou manutenção.
Deste modo se o custo total anual do armazém for representado por FR(S), a soma do custo da circulação do produto com o custo do perímetro é:
```

  

    

      

        
F

        
R

        
(

        
S

        
)

        
=

        
c

        
∫

        

        

        

          
∫

          

            
S

          

        

        

        

          

            
1

            
A

          

        

        
(

        

          
|

        

        
x

        

          
|

        

        
+

        

          
|

        

        
y

        

          
|

        

        
)

        

        
d

        
x

        

        
d

        
y

        
+

        
2

        
r

        
(

        
a

        
+

        
b

        
)

      

    

    
{\displaystyle FR(S)=c\int \!\!\int _{S}\,{1 \over A}(|x|+|y|)\,dx\,dy+2r(a+b)}

  

```

Assim, sendo o objectivo encontrar um armazém rectangular com uma área A que minimize o custo total dado pela expressão anterior, chega-se à conclusão de que as dimensões óptimas para um armazém rectangular são dadas pela seguinte expressão (Francis et al., 1974, p. 315):
```

  

    

      

        
A

        
=

        
a

        
b

        
=

        

          

            
A

            

              
/

            

            
2

          

        

        
∗

        

          

            
2

            
A

          

        

      

    

    
{\displaystyle A=ab={\sqrt {A/2}}*{\sqrt {2A}}}

  

```

## Modelos delayoutde armazém
O layout óptimo dos produtos em armazenagem dedicada envolve a afectação dos produtos aos locais de armazenagem. Considerando que as distâncias rectilíneas são apropriadas usa-se a seguinte notação (Tompkins et al., 1996, p. 548):
- q - número de locais de armazenagem;
- n - número de produtos;
- m - número de locais de entrada e saída ;
- Sj - número de locais de armazenagem do produto j ;
- Tj  - número de movimentações do produto j;
- pi - percentagem de entradas e saídas do armazém pelo ponto i;
- dik - distância necessária a percorrer entre o ponto i e o local de armazenagem k;
- xjk - se o produto j é atribuído ao local de armazenagem k – 1, caso contrário – 0;
- f(x) - distância média percorrida.

O problema do layout de armazém pode ser formulado minimizando a seguinte função:
```

  

    

      

        

          
∑

          

            
j

            
=

            
1

          

          

            
n

          

        

        

          
∑

          

            
k

            
=

            
1

          

          

            
q

          

        

        

          

            

              
T

              

                
j

              

            

            

              
S

              

                
j

              

            

          

        

        

          
∑

          

            
i

            
=

            
1

          

          

            
m

          

        

        

          
p

          

            
i

          

        

        

          
d

          

            
i

            
k

          

        

      

    

    
{\displaystyle \sum _{j=1}^{n}\sum _{k=1}^{q}{T_{j} \over S_{j}}\sum _{i=1}^{m}p_{i}d_{ik}}

  

```

Sujeito a:
```

  

    

      

        

          
∑

          

            
j

            
=

            
1

          

          

            
n

          

        

        

          
x

          

            
j

            
k

          

        

        
=

        
1

      

    

    
{\displaystyle \sum _{j=1}^{n}x_{jk}=1}

  

  
 k = 1,…,q 
```

```

  

    

      

        

          
∑

          

            
k

            
=

            
1

          

          

            
p

          

        

        

          
x

          

            
j

            
k

          

        

        
=

        

          
S

          

            
j

          

        

      

    

    
{\displaystyle \sum _{k=1}^{p}x_{jk}=S_{j}}

  

 
 j = 1,…,q 
```

```

  

    

      

        

          
x

          

            
j

            
k

          

        

        
=

        
(

        
0

        
,

        
1

        
)

      

    

    
{\displaystyle x_{jk}=(0,1)}

  

   para todos os j e k
```

Supondo que cada material tem igual probabilidade de se movimentar entre o ponto i e o local de armazenagem j, a probabilidade de um local de armazenagem afecto ao produto j ser seleccionado para a movimentação de saída e entrada por uma porta é {\displaystyle (1/S_{j})}. Assim, a distância média percorrida entre as portas e o local de armazenagem k é dada por:
```

  

    

      

        

          
f

          

            
k

          

        

        
=

        

          
∑

          

            
i

            
=

            
1

          

          

            
m

          

        

        

          
p

          

            
i

          

        

        

          
d

          

            
i

            
k

          

        

      

    

    
{\displaystyle f_{k}=\sum _{i=1}^{m}p_{i}d_{ik}}

  

```

Para minimizar a distância média total percorrida, é necessário:
- Numerar os produtos de acordo com o valor de {\displaystyle T_{j}}  e de {\displaystyle S_{j}},

```

  

    

      

        

          
(

          

            

              

                
T

                

                  
1

                

              

              

                
S

                

                  
1

                

              

            

          

          
)

        

        
≥

        

          
(

          

            

              

                
T

                

                  
2

                

              

              

                
S

                

                  
2

                

              

            

          

          
)

        

        
≥

      

    

    
{\displaystyle \left({\frac {T_{1}}{S_{1}}}\right)\geq \left({\frac {T_{2}}{S_{2}}}\right)\geq }

  

 … 

  

    

      

        
≥

        

          
(

          

            

              

                
T

                

                  
n

                

              

              

                
S

                

                  
n

                

              

            

          

          
)

        

      

    

    
{\displaystyle \geq \left({\frac {T_{n}}{S_{n}}}\right)}

  

```

- Calcular os valores de {\displaystyle f_{k}} para todos os locais de armazenagem.
- Atribuir o produto 1 ao local de armazenagem {\displaystyle S_{1}} que por sua vez, tem o menor valor de {\displaystyle f_{k}} e assim sucessivamente.

## Layoutcontínuo de um armazém

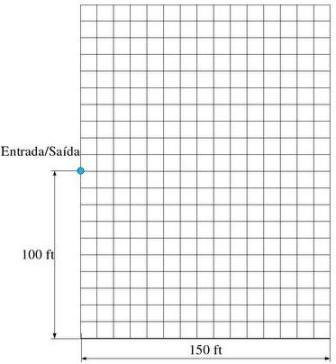
Figura 2: Planta de um armazém existente

O layout de armazém pode ser representado como uma região contínua assim sendo, é necessário estudar o layout contínuo de um armazém (Francis et al., 1974, p. 294). O projecto de layout é, em muitos dos casos, destinado a um armazém já existente. Para estudar o layout contínuo de armazém considere-se um armazém com as dimensões de 200 ft × 150 ft com uma única porta, como se mostra na Figura 2.

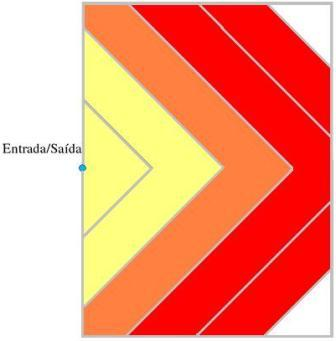
Figura 3: Curvas de nível de um armazém existente

### Regiões de armazenagem aleatória

#### Um produto

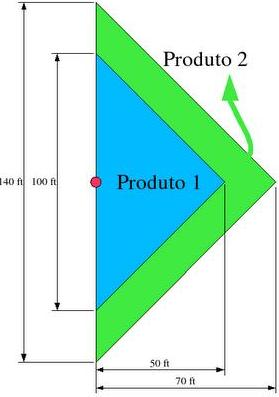
Figura 6: Áreas de armazenagem de produtos com uma única porta

Para este caso, utiliza-se armazenagem aleatória, o espaço necessário é de 18 000 {\displaystyle ft^{2}} ou de 27 500 {\displaystyle ft^{2}}, supõe-se que a probabilidade de movimentação do material entre a porta e qualquer ponto do armazém é a mesma e que as deslocações são rectilíneas (Francis et al., 1974, p. 297).
A partir das curvas de nível (k) representadas dentro de um armazém existente é possível verificar três diferentes áreas (A) como se pode ver na Figura 3:
- A amarelo é aplicável a áreas que não excedam 10 000 {\displaystyle ft^{2}};
- A laranja aplica-se a áreas entre 10 000 {\displaystyle ft^{2}} e 20 000 {\displaystyle ft^{2}};
- A vermelho é aplicável a áreas de armazenagem entre 20 000 {\displaystyle ft^{2}} e 30 000 {\displaystyle ft^{2}}.

A área de armazenagem pode ser expressa pela seguinte função:
```

  

    

      

        
A

        
=

      

    

    
{\displaystyle A=}

  

```

```
a) 

  

    

      

        

          
k

          

            
2

          

        

      

    

    
{\displaystyle k^{2}}

  

,   

  

    

      

        
0

        
≤

        
k

        
≤

        
100

      

    

    
{\displaystyle 0\leq k\leq 100}

  

```

```
b) 

  

    

      

        
200

        
k

        
−

        
10000

      

    

    
{\displaystyle 200k-10000}

  

,   

  

    

      

        
10

        
≤

        
k

        
≤

        
150

      

    

    
{\displaystyle 10\leq k\leq 150}

  

```

```
c) 

  

    

      

        
30000

        
−

        
(

        
250

        
−

        
k

        

          
)

          

            
2

          

        

      

    

    
{\displaystyle 30000-(250-k)^{2}}

  

,   

  

    

      

        
150

        
≤

        
k

        
≤

        
250

      

    

    
{\displaystyle 150\leq k\leq 250}

  

```

Como é possível verificar a área a amarelo, cuja curva de nível tem forma triangular, tem base 2k, altura k e área {\displaystyle k^{2}}. Os valores de k variam entre 0 a 100 {\displaystyle ft} e a área entre 0 a 10 000 {\displaystyle ft^{2}}.
Na área a laranja, à medida que a curva de nível varia entre 100 e 150 {\displaystyle ft}, a área de armazenagem varia de 10 000 a 20 000 {\displaystyle ft^{2}}. Como é possível verificar, o ponto onde a linha intersecta a parede superior do armazém, a distância da curva de nível ao ponto de entrada/saída é a soma de 100 ft percorridos paralelamente ao eixo dos y's e (k - 100) {\displaystyle ft} percorridos paralelamente ao eixo dos x's. A forma geométrica da curva de nível pode ser representada por um rectângulo de dimensões 200 {\displaystyle ft} × (k - 100) {\displaystyle ft} e por um triângulo com base de 200 {\displaystyle ft} e cm altura de 100 {\displaystyle ft}. Assim, a área é 200 k - 10 000.
Na área a vermelho, a área limitada pela curva de nível pode ser obtida pela área exterior à curva de nível, da área total do armazém. Cada canto do armazém fora da curva de nível tem uma forma triangular de dimensões (250 - k) por (250 - k) assim, a área é igual à área do armazém (30 000) menos a soma das áreas dos dois cantos((250 - k)^2). Os valores de k variam entre 150 a 250 {\displaystyle ft} e a área entre 20 000 a 30 000 {\displaystyle ft^{2}}.

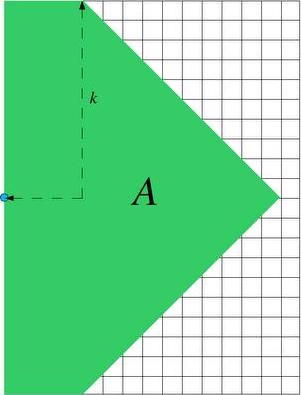
Figura 4: Área de armazenagem de 18 000 ft^2

Resolvendo a função da área de armazenagem (A = 200 k - 10 000) em ordem a k, ao substituir A por 18 000 fica k igual a 140 {\displaystyle ft}  como é possível verificar através da Figura 4.

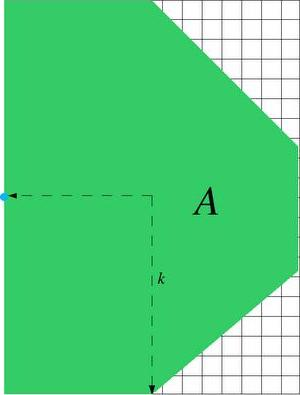
Figura 5: Área de armazenagem de 27 500 ft^2

Resolvendo agora a função da área de armazenagem (A = 30 000 - (250 - {\displaystyle k^{2}})) em ordem a k, ao substituir A por 27 500 fica k igual a 200 {\displaystyle ft}  como é possível verificar através da Figura 5.

#### Dois produtos
Considere-se dois produtos, produto 1 e produto 2, cujas necessidades de espaço e movimentações são respectivamente,
```

  

    

      

        

          
S

          

            
1

          

        

        
=

        
2500

        
f

        

          
t

          

            
2

          

        

      

    

    
{\displaystyle S_{1}=2500ft^{2}}

  

, 
<

  

    

      

        

          
S

          

            
2

          

        

        
=

        
2400

        
f

        

          
t

          

            
2

          

        

      

    

    
{\displaystyle S_{2}=2400ft^{2}}

  

    e 

  

    

      

        

          
T

          

            
1

          

        

        
=

        
100

      

    

    
{\displaystyle T_{1}=100}

  

, 

  

    

      

        

          
T

          

            
2

          

        

        
=

        
50

      

    

    
{\displaystyle T_{2}=50}

  

 por dia.
```

Sabendo que os produtos que apresentam um rácio de recepção/expedição elevado devem estar localizados próximos do ponto de entrada, então fazendo
{\displaystyle T_{1}/S_{1}=0,04} e {\displaystyle T_{2}/S_{2}=0,021} como {\displaystyle (T_{1}/S_{1})>(T_{2}/S_{2})}  logo,  o produto 1 é colocado no layout em primeiro lugar.
Para delimitar a zona ocupada pelo produto 1 é necessário construir uma curva de nível que delimite a área de {\displaystyle 2500ft^{2}} e outra que delimite a área ocupada pelo produto 2 de {\displaystyle 2400ft^{2}}.
Existe uma única porta, localizada ao longo do eixo y's e a região de armazenagem deve ocupar apenas o primeiro e o quarto quadrantes. Então, uma região de armazenagem triangular com {\displaystyle 100ft} de base e {\displaystyle 50ft} de altura é destinada ao produto 1, sendo a região de armazenagem triangular com {\displaystyle 140ft} de base e {\displaystyle 70ft} de altura destinada à soma das duas áreas de armazenagem (produto 1 e 2), cuja área é de {\displaystyle 4900ft^{2}}, como é possível verificar através da Figura 6 (Francis et al., 1974, p. 301).

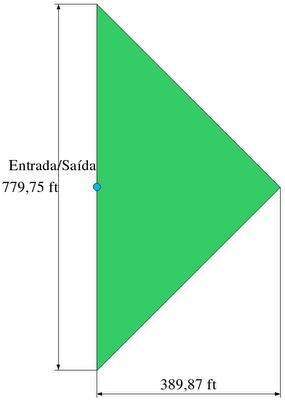
Figura 7: Layout de armazenagem contínua

### Cálculo da distância média percorrida

#### Armazém com uma porta

##### Um produto
Considerando locais de armazenagem discreta, a distância média percorrida na zona de armazenagem é a soma das distâncias médias de cada produto.
A distância pode ser determinada somando as distâncias percorridas para todos os locais de armazenagem, dividindo pelo número de locais destinados a esse produto e multiplicando o resultado anterior pelo número médio de movimentações efectuadas pelo produto, em período de tempo.
No caso da armazenagem contínua, a distância média pode ser obtida integrando a região de armazenagem e multiplicando o resultado pela razão entre o número de movimentações e o espaço destinado ao produto, ou então, estabelecendo uma relação entre a área da linha de curva. Considerando que existe uma única porta, que a região de armazenagem está no primeiro e quarto quadrantes e que as movimentações são rectilíneas, é possível verificar através da Figura 7 o layout de armazenagem contínua (Francis et al., 1974, p. 303).
Considerando k, a área envolvida (A) é igual a {\displaystyle k^{2}}. Logo,
```

  

    

      

        
A

        
=

        

          
k

          

            
2

          

        

        
=

        
q

        
(

        
k

        
)

      

    

    
{\displaystyle A=k^{2}=q(k)}

  

```

```

  

    

      

        
k

        
=

        

          
A

          

            
1

            

              
/

            

            
2

          

        

        
=

        
r

        
(

        
A

        
)

      

    

    
{\displaystyle k=A^{1/2}=r(A)}

  

```

onde q (k) é a relação entre A e k e r (A) é a função inversa que relaciona k com A. Assim a função inversa de r (t)  é dada por:
```

  

    

      

        
A

        
=

        
q

        
(

        
r

        
(

        
t

        
)

        
)

      

    

    
{\displaystyle A=q(r(t))}

  

```

Sendo  {\displaystyle q(k)=k^{2}}  então,
```

  

    

      

        
A

        
=

        
r

        
(

        
A

        

          
)

          

            
2

          

        

        
⇔

        
r

        
(

        
A

        
)

        
=

        

          
A

          

            
1

            

              
/

            

            
2

          

        

      

    

    
{\displaystyle A=r(A)^{2}\Leftrightarrow r(A)=A^{1/2}}

  

```

Sendo a área da figura 7 de 152 000 {\displaystyle ft^{2}} ao aplicar a equação {\displaystyle k=A^{1/2}=r(A)}, é possível determinar o valor mínimo de k igualando A a zero ({\displaystyle k=0ft}) e o valor máximo igualando k a 152 000 {\displaystyle ft^{2}} ({\displaystyle k=389,8717ft}).
A distância média percorrida é calculada pela seguinte expressão (Francis et al., 1974, p. 304):
```

  

    

      

        
E

        

          
[

          
R

          
]

        

      

    

    
{\displaystyle E\left[R\right]}

  

 = 

  

    

      

        

          
∫

          

            
R

          

        

        

          

            
T

            
A

          

        

        
f

        
(

        
x

        
)

        

        
d

        
x

      

    

    
{\displaystyle \int _{R}{T \over A}f(x)\,dx}

  

 = 

  

    

      

        

          

            
T

            
A

          

        

      

    

    
{\displaystyle {T \over A}}

  

  

  

    

      

        

          
∫

          

            
r

            
(

            
0

            
)

          

          

            
r

            
(

            
A

            
)

          

        

        

          
q

          
′

        

        
(

        
k

        
)

        

        
d

        
k

      

    

    
{\displaystyle \int _{r(0)}^{r(A)}q'(k)\,dk}

  

```

Onde E[R] é a distância média percorrida na região de armazenagem R, T é o número de movimentações, {\displaystyle f(X)} é a distância média por viagem.
Sendo a função distribuição para a distância percorrida dada por {\displaystyle q(k)/A}, a função densidade é dada por {\displaystyle q'(k)/A} para r (0) ≤ k ≤ r (A).
Considerando a equação anterior no cálculo da distância média percorrida, aplicada ao exemplo da Figura 7 temos:
```

  

    

      

        
E

        

          
[

          
R

          
]

        

      

    

    
{\displaystyle E\left[R\right]}

  

 = 

  

    

      

        

          

            
T

            
A

          

        

        

          
∫

          

            
0

          

          

            

              
A

              

                
1

                

                  
/

                

                
2

              

            

          

        

        
(

        
2

        
k

        
)

        
k

        

        
d

        
k

      

    

    
{\displaystyle {T \over A}\int _{0}^{A^{1/2}}(2k)k\,dk}

  

 = 

  

    

      

        

          

            

              
2

              
T

            

            
3

          

        

        

          
A

          

            
1

            

              
/

            

            
2

          

        

      

    

    
{\displaystyle {2T \over 3}A^{1/2}}

  

```

Logo, para a movimentação de uma unidade por minuto e uma área de 152 000 {\displaystyle ft^{2}}, {\displaystyle E[R]=259,9145ft/min}.

##### Dois produtos
Considerando o exemplo da Figura 6, a distância média percorrida para um único produto é dada por (Francis et al., 1974, p. 304):
```

  

    

      

        
E

        

          
[

          

            

              
R

              

                
1

              

            

            
,

            

              
R

              

                
2

              

            

          

          
]

        

      

    

    
{\displaystyle E\left[R_{1},R_{2}\right]}

  

 = 

  

    

      

        

          

            

              
T

              

                
1

              

            

            

              
A

              

                
1

              

            

          

        

        

          
∫

          

            
r

            
(

            
0

            
)

          

          

            
r

            
(

            

              
A

              

                
1

              

            

            
)

          

        

        
(

        
2

        
k

        
)

        
k

        

        
d

        
k

      

    

    
{\displaystyle {T_{1} \over A_{1}}\int _{r(0)}^{r(A_{1})}(2k)k\,dk}

  

 + 

  

    

      

        

          

            

              
T

              

                
2

              

            

            

              
A

              

                
2

              

            

          

        

        

          
∫

          

            
r

            
(

            

              
A

              

                
1

              

            

            
)

          

          

            
r

            
(

            

              
A

              

                
1

              

            

            
+

            

              
A

              

                
2

              

            

            
)

          

        

        
(

        
2

        
k

        
)

        
k

        

        
d

        
k

      

    

    
{\displaystyle {T_{2} \over A_{2}}\int _{r(A_{1})}^{r(A_{1}+A_{2})}(2k)k\,dk}

  

```

O produto 2 varia em valor desde o máximo do produto 1 até ao valor das áreas conjuntas dos dois produtos. Assim:
```

  

    

      

        
E

        

          
[

          

            

              
R

              

                
1

              

            

            
,

            

              
R

              

                
2

              

            

          

          
]

        

      

    

    
{\displaystyle E\left[R_{1},R_{2}\right]}

  

 = 

  

    

      

        

          

            
100

            
2500

          

        

        

          
∫

          

            
0

          

          

            

              
2500

              

                
1

                

                  
/

                

                
2

              

            

          

        

        
(

        
2

        
k

        
)

        
k

        

        
d

        
k

      

    

    
{\displaystyle {100 \over 2500}\int _{0}^{2500^{1/2}}(2k)k\,dk}

  

 + 

  

    

      

        

          

            
50

            
2400

          

        

        

          
∫

          

            

              
2500

              

                
1

                

                  
/

                

                
2

              

            

          

          

            

              
4900

              

                
1

                

                  
/

                

                
2

              

            

          

        

        
(

        
2

        
k

        
)

        
k

        

        
d

        
k

        
=

        
6361

        
,

        
11

        
f

        
t

      

    

    
{\displaystyle {50 \over 2400}\int _{2500^{1/2}}^{4900^{1/2}}(2k)k\,dk=6361,11ft}

  

```

#### Armazém com duas portas do mesmo lado

##### Um produto
Considere-se um armazém com duas portas (P1 e P2), localizadas ao longo do eixo dos y's e separadas por uma distância c, com uma área de armazenagem (A), cuja região de armazenagem se localiza no primeiro e quarto quadrantes e tendo em conta uma movimentação rectilínea.
Sendo r a distância rectilínea da intersecção da curva de nível com o eixo dos y's à porta mais próxima, a área é dada por (Francis et al., 1974, p. 299):
```

  

    

      

        
A

        
=

        
r

        
(

        
c

        
+

        
r

        
)

      

    

    
{\displaystyle A=r(c+r)}

  

```

A linha de contorno é um trapézio cuja área é dada por:
```

  

    

      

        
A

        
=

        
h

        
(

        
a

        
+

        
b

        
)

        

          
/

        

        
2

      

    

    
{\displaystyle A=h(a+b)/2}

  

```

onde a é o comprimento da base menor, b o comprimento da base maior e h a altura do trapézio. Assim, a área limitada pode ser expressa por:
```

  

    

      

        
A

        
=

        
r

        
(

        
(

        
c

        
+

        
2

        
)

        
(

        
r

        
+

        
c

        
)

        
)

        

          
/

        

        
2

        
=

        
r

        
(

        
c

        
+

        
r

        
)

      

    

    
{\displaystyle A=r((c+2)(r+c))/2=r(c+r)}

  

```

Resolvendo em ordem a r tem-se:
```

  

    

      

        
r

        
=

        
0

        
,

        
5

        
[

        
(

        
4

        
A

        
+

        

          
c

          

            
2

          

        

        

          
)

          

            
1

            

              
/

            

            
2

          

        

        
−

        
c

        
]

      

    

    
{\displaystyle r=0,5[(4A+c^{2})^{1/2}-c]}

  

```

atribuindo a cada porta um peso de 0,5 fica:
```

  

    

      

        
k

        
=

        
0

        
,

        
5

        
r

        
+

        
0

        
,

        
5

        
(

        
r

        
+

        
c

        
)

      

    

    
{\displaystyle k=0,5r+0,5(r+c)}

  

```

ou
```

  

    

      

        
r

        
=

        
k

        
−

        
0

        
,

        
5

        
c

      

    

    
{\displaystyle r=k-0,5c}

  

```

Substituindo em {\displaystyle A=r(c+r)}  por (Francis et al., 1974, p. 304):
```

  

    

      

        
r

        
=

        
k

        
−

        
0

        
,

        
5

        
c

      

    

    
{\displaystyle r=k-0,5c}

  

```

obtém-se:
```

  

    

      

        
A

        
=

        
(

        
k

        
−

        
0

        
,

        
5

        
c

        
)

        
(

        
k

        
+

        
0

        
,

        
5

        
c

        
)

      

    

    
{\displaystyle A=(k-0,5c)(k+0,5c)}

  

```

ou
```

  

    

      

        
A

        
=

        

          
k

          

            
2

          

        

        
−

        
0

        
,

        
25

        

          
c

          

            
2

          

        

        
=

        
q

        
(

        
k

        
)

      

    

    
{\displaystyle A=k^{2}-0,25c^{2}=q(k)}

  

```

e resolvendo k em função de A tem-se que:
```

  

    

      

        
k

        
=

        
(

        
A

        
+

        
0

        
,

        
25

        

          
c

          

            
2

          

        

        

          
)

          

            
1

            

              
/

            

            
2

          

        

        
=

        
r

        
(

        
A

        
)

      

    

    
{\displaystyle k=(A+0,25c^{2})^{1/2}=r(A)}

  

```

e
```

  

    

      

        
r

        
(

        
0

        
)

        
=

        
0

        
,

        
5

        
c

      

    

    
{\displaystyle r(0)=0,5c}

  

```

Assim sendo a distância média percorrida é dada por:
```

  

    

      

        
E

        

          
[

          
R

          
]

        

      

    

    
{\displaystyle E\left[R\right]}

  

 = 

  

    

      

        

          

            
T

            
A

          

        

        

          
∫

          

            
0

            
,

            
5

            
c

          

          

            
(

            
A

            
+

            
0

            
,

            
25

            

              
c

              

                
2

              

            

            
)

            

              
1

              

                
/

              

              
2

            

          

        

        
(

        
2

        
k

        
)

        
k

        

        
d

        
k

      

    

    
{\displaystyle {T \over A}\int _{0,5c}^{(A+0,25c^{2}){1/2}}(2k)k\,dk}

  

 = 

  

    

      

        

          

            

              
2

              
T

            

            
A

          

        

        

          
∫

          

            
0

            
,

            
5

            
c

          

          

            
(

            
A

            
+

            
0

            
,

            
25

            

              
c

              

                
2

              

            

            
)

            

              
1

              

                
/

              

              
2

            

          

        

        

          
k

          

            
2

          

        

        

        
d

        
k

      

    

    
{\displaystyle {2T \over A}\int _{0,5c}^{(A+0,25c^{2}){1/2}}k^{2}\,dk}

  

 =
```

```
= 

  

    

      

        

          

            

              
2

              
T

            

            

              
3

              
A

            

          

        

        

          
[

          

            
(

            

              

                
A

                
+

                
0

                
,

                
25

                

                  
c

                  

                    
2

                  

                

              

            

            

              
)

              

                
3

              

            

            
−

            
(

            
0

            
,

            
5

            
c

            

              
)

              

                
3

              

            

          

          
]

        

      

    

    
{\displaystyle {2T \over 3A}\left[({\sqrt {A+0,25c^{2}}})^{3}-(0,5c)^{3}\right]}

  

```

```
= 

  

    

      

        

          

            
T

            

              
12

              
A

            

          

        

        

          
[

          

            
8

            
(

            
A

            
+

            
0

            
,

            
25

            

              
c

              

                
2

              

            

            

              
)

              

                
3

                

                  
/

                

                
2

              

            

            
−

            
8

            
(

            
0

            
,

            
5

            
c

            

              
)

              

                
3

              

            

          

          
]

        

      

    

    
{\displaystyle {T \over 12A}\left[8(A+0,25c^{2})^{3/2}-8(0,5c)^{3}\right]}

  

```

```
= 

  

    

      

        

          

            
T

            

              
12

              
A

            

          

        

        

          
[

          

            
(

            
4

            
A

            
+

            

              
c

              

                
2

              

            

            

              
)

              

                
3

                

                  
/

                

                
2

              

            

            
−

            

              
c

              

                
3

              

            

          

          
]

        

      

    

    
{\displaystyle {T \over 12A}\left[(4A+c^{2})^{3/2}-c^{3}\right]}

  

```

Supondo que a área de armazenagem (A) é de {\displaystyle 10000ft^{2}}, que as portas estão separadas por uma distância (c) de {\displaystyle 20ft}
e são feitas 100 operações de entrada / saída por hora (T). Então,
{\displaystyle E[R]=6760,25ft/hora}.

##### Dois produtos
Considerando o exemplo anterior, mas agora com várias classes de produtos. Tem-se para o produto j onde, {\displaystyle B_{j}=A_{1}+...+A_{j}} (Francis et al., 1974, p. 305):
```

  

    

      

        
q

        
(

        

          
k

          

            
j

          

        

        
)

        
=

        

          
k

          

            
j

          

          

            
2

          

        

        
−

        
0

        
,

        
25

        

          
c

          

            
2

          

        

      

    

    
{\displaystyle q(k_{j})=k_{j}^{2}-0,25c^{2}}

  

```

```

  

    

      

        
r

        
(

        

          
B

          

            
j

          

        

        
)

        
=

        
(

        

          
B

          

            
j

          

        

        
+

        
0

        
,

        
25

        

          
c

          

            
2

          

        

        

          
)

          

            
1

            

              
/

            

            
2

          

        

      

    

    
{\displaystyle r(B_{j})=(B_{j}+0,25c^{2})^{1/2}}

  

```

Para três classes de produtos, a distância média percorrida é dada por:
```

  

    

      

        
E

        

          
[

          

            

              
R

              

                
1

              

            

            
,

            

              
R

              

                
2

              

            

            
,

            

              
R

              

                
3

              

            

          

          
]

        

      

    

    
{\displaystyle E\left[R_{1},R_{2},R_{3}\right]}

  

 = 
```

```

  

    

      

        

          

            
2

            
3

          

        

        

          
{

          

            

              

                

                  
T

                  

                    
1

                  

                

                

                  
A

                  

                    
1

                  

                

              

            

            

              
[

              

                
(

                

                  
B

                  

                    
1

                  

                

                
+

                
0

                
,

                
25

                

                  
c

                  

                    
2

                  

                

                

                  
)

                  

                    
3

                    

                      
/

                    

                    
2

                  

                

                
−

                
(

                
0

                
,

                
25

                

                  
c

                  

                    
2

                  

                

                

                  
)

                  

                    
3

                    

                      
/

                    

                    
2

                  

                

              

              
]

            

            
+

            

              

                

                  
T

                  

                    
2

                  

                

                

                  
A

                  

                    
2

                  

                

              

            

            

              
[

              

                
(

                

                  
B

                  

                    
2

                  

                

                
+

                
0

                
,

                
25

                

                  
c

                  

                    
2

                  

                

                

                  
)

                  

                    
3

                    

                      
/

                    

                    
2

                  

                

                
−

                
(

                

                  
B

                  

                    
2

                  

                

                
+

                
0

                
,

                
25

                

                  
c

                  

                    
2

                  

                

                

                  
)

                  

                    
3

                    

                      
/

                    

                    
2

                  

                

              

              
]

            

            
+

            

              

                

                  
T

                  

                    
3

                  

                

                

                  
A

                  

                    
3

                  

                

              

            

            

              
[

              

                
(

                

                  
B

                  

                    
3

                  

                

                
+

                
0

                
,

                
25

                

                  
c

                  

                    
2

                  

                

                

                  
)

                  

                    
3

                    

                      
/

                    

                    
2

                  

                

                
−

                
(

                

                  
B

                  

                    
3

                  

                

                
+

                
0

                
,

                
25

                

                  
c

                  

                    
2

                  

                

                

                  
)

                  

                    
3

                    

                      
/

                    

                    
2

                  

                

              

              
]

            

          

          
}

        

      

    

    
{\displaystyle {2 \over 3}\left\{{T_{1} \over A_{1}}\left[(B_{1}+0,25c^{2})^{3/2}-(0,25c^{2})^{3/2}\right]+{T_{2} \over A_{2}}\left[(B_{2}+0,25c^{2})^{3/2}-(B_{2}+0,25c^{2})^{3/2}\right]+{T_{3} \over A_{3}}\left[(B_{3}+0,25c^{2})^{3/2}-(B_{3}+0,25c^{2})^{3/2}\right]\right\}}

  

```

Para um espaço total necessário de {\displaystyle 10000ft^{2}} e efectuando 100 movimentações por hora:
- os produtos da classe I representam 75% das movimentações e 15% das necessidades de espaço;
- os produtos da classe II representam 20% das movimentações e 35% do espaço de armazenagem;
- os produtos da classe III representam 5% das movimentações e 50% do espaço.

As razões entre as movimentações e os espaços para as três classes de produtos considerando T1 = 75, A1 = 1 500, T2 = 20, A2 = 3 500, T3 = 5 e A3 = 5 000 são respectivamente de 0,05; 0,0057 e 0,001.
Com {\displaystyle c=20ft}, a distância média percorrida para as três classes é de {\displaystyle 3677,49ft/hora}.
Para se estabelecer um limite superior para o espaço necessário em armazenagem aleatória  resultar na mesma distância média percorrida em armazenagem dedicada das três classes de produtos calcula-se a distância média percorrida para uma classe de produtos de área desconhecida e iguala-se  à distância média percorrida pelas três classes de produtos.
Assim sendo, para c = 20 {\displaystyle ft}  e T = 100 por hora tem-se que:
```

  

    

      

        
E

        

          
[

          
R

          
]

        

      

    

    
{\displaystyle E\left[R\right]}

  

 = 

  

    

      

        

          

            

              
100

              

                
[

                

                  
(

                  
4

                  

                    
A

                    

                      
r

                      
s

                    

                  

                  
+

                  

                    
20

                    

                      
2

                    

                  

                  

                    
)

                    

                      
1

                      

                        
/

                      

                      
2

                    

                  

                  
−

                  

                    
20

                    

                      
3

                    

                  

                

                
]

              

            

            

              
12

              

                
A

                

                  
r

                  
s

                

              

            

          

        

        
=

        
3677

        
,

        
49

        
f

        
t

        

          
/

        

        
h

        
r

      

    

    
{\displaystyle {100\left[(4A_{rs}+20^{2})^{1/2}-20^{3}\right] \over 12A_{rs}}=3677,49ft/hr}

  

```

Resolvendo em ordem a {\displaystyle A_{rs}} temos {\displaystyle 2771,86ft^{2}}.
Assim sendo, com base nos resultados obtidos é possível verificar que o espaço necessário para a armazenagem aleatória não pode exceder 27,72% da área do sistema de armazenagem dedicada.